# Hadj Ghermoul
Hadj Ghermoul (né vers 1980–1982,) est défenseur des droits humains algérien, membre du Comité national pour la défense des droits des chômeurs et de la Ligue algérienne pour la défense des droits de l'homme,. Fin janvier 2019, Ghermoul et Rezouane Kada sont parmi les premiers à dénoncer le cinquième mandat d'Abdelaziz Bouteflika. Ils brandissant en lieu public une pancarte « Non à un cinquième mandat » et l'image de l'événement circule sur Facebook. Ghermoul est condamné à six mois de prison et une amende. Il est libéré le 20 juillet 2019 après avoir purgé sa peine et est à nouveau condamné, à 18 mois de prison ferme, le 25 décembre 2019.

## Conflit local en 2014
Le 3 mars 2014, Hadj Ghermoul souhaite discuter avec le chef de la daïra de Tizi, où il habite. Le chef refuse. Selon la Ligue algérienne pour la défense des droits de l'homme (LADDH), dont Ghermoul est membre, Ghermoul et son cousin « [protestent] à leur manière le refus du chef de daïra de les recevoir le jour même des audiences ». Hadj Ghermoul est condamné à trois mois de prison ferme et une amende pour « outrage à une institution officielle ».

## Hirak en 2019

### Micro-manifestation et arrestation
Fin janvier 2019, Ghermoul et Rezouane Kada dénoncent le cinquième mandat présidentiel auquel Abdelaziz Bouteflika se porte candidat. Ils brandissent une pancarte « Non à un cinquième mandat » dans un lieu public à Tizi. L'image de l'événement circule sur Facebook. Ghermoul est écroué le 27 janvier et condamné le 7 février dans un tribunal de la Wilaya de Mascara à six mois de prison et une amende de 30.000, ou 300.000 dinars,, modifié en appel à 100.000 dinars.
Les autorités justifient l'arrestation en déclarant que Ghermoul était ivre et a insulté les policiers lorsqu'ils s'étaient approchés de lui à la suite d'une plainte de tapage. La famille de Ghermoul nie la version policière, et dit que la police avait intimidé Ghermoul afin de le provoquer. Selon Front Line Defenders, c'est la police qui aurait insulté Ghermoul. Ghermoul a demandé en réponse qu'ou bien il est détenu formellement ou bien on le laisse tranquille. Les officiers l'ont amené au commissariat.
Ghermoul est d'abord détenu à la Prison Sidi Mhammed à Mascara puis transféré à une prison à Reggane. Une marche de rue est organisée le 1er avril devant la Cour de Mascara pour le soutenir.

### Prisonnier d'opinion du Hirak
Ghermoul et Kada sont vus alors par les manifestants comme étant parmi les premiers activistes du Hirak. Ghermoul est prisonnier d'opinion selon le Hirak et son portrait est brandi pendant des marches du vendredi du Hirak,. La distance de Reggane et Tizi des grands centres urbains algériens rend difficile le soutien des activistes du Hirak.
Ghermoul est libéré le 20 juillet 2019 après avoir purgé sa peine. Il est « très fatigué » à sa sortie de prison et ne s'exprime pas.
Le 25 décembre 2019, le Comité national pour la libération des détenus (CNLD) annonce que Ghermoul est condamné à nouveau, à 18 mois de prison ferme.